# Tickford (Coachbuilders)
Tickford war ein britischer Hersteller von Kutschen und Automobilkarosserien, der ursprünglich als Salmons & Sons firmierte. In der Zeit zwischen den Weltkriegen war das Unternehmen eines der erfolgreichsten Karosseriebauunternehmen Großbritanniens. 1955 wurde es vom Sportwagenhersteller Aston Martin übernommen, der Tickfords Werksanlagen in Newport Pagnell daraufhin zum Standort seines Betriebes machte. Der Markenname Tickford gehörte um die Jahrtausendwende zeitweise dem Ford-Konzern. Er wird seit den 1990er-Jahren im Zusammenhang mit unterschiedlichen Projekten der Automobilzulieferindustrie verwendet.

## Unternehmensgeschichte

### Salmons & Sons

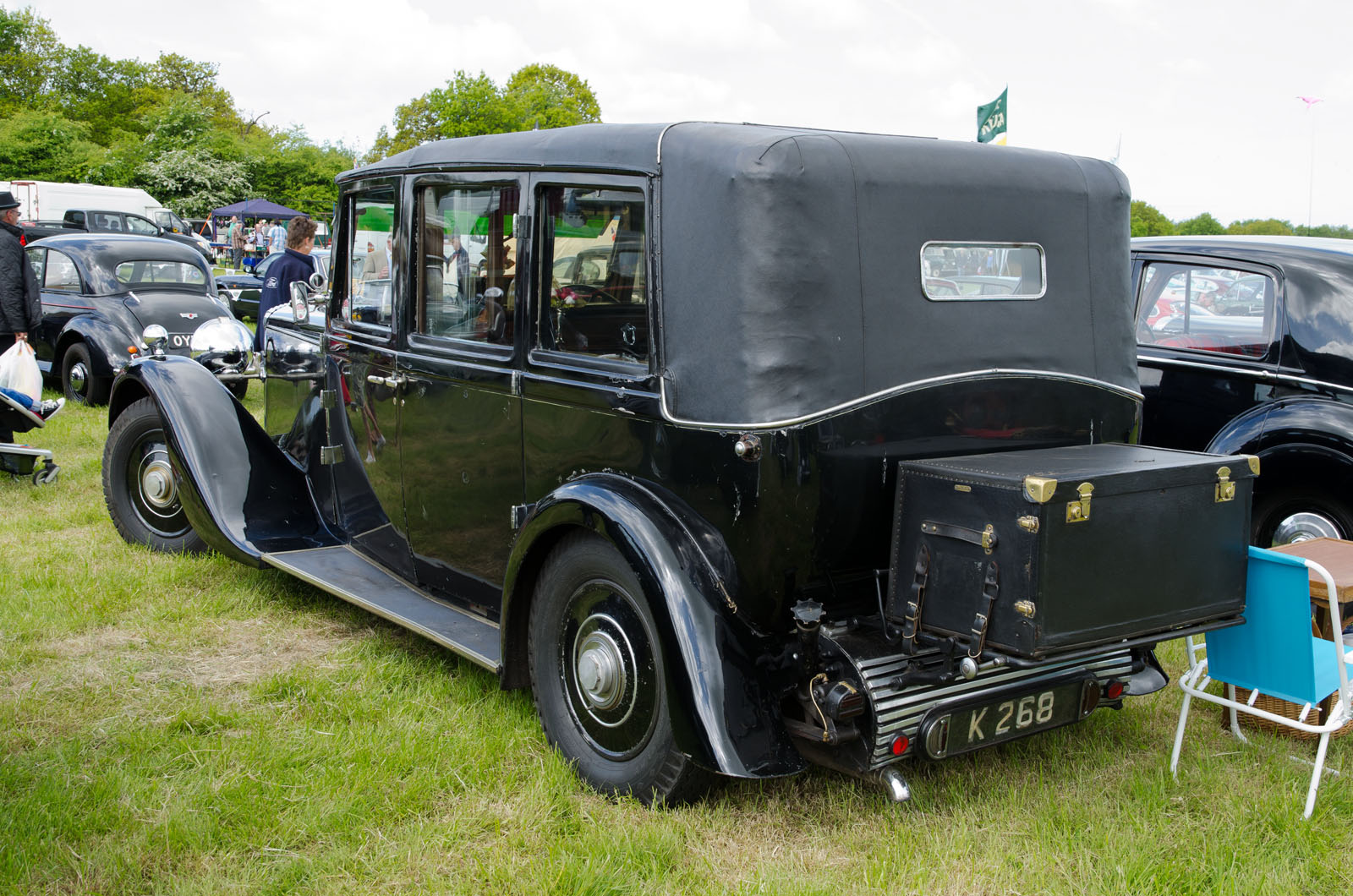
Daimler Straight 8 Tickford Convertible von Salmons & Sons (1936)

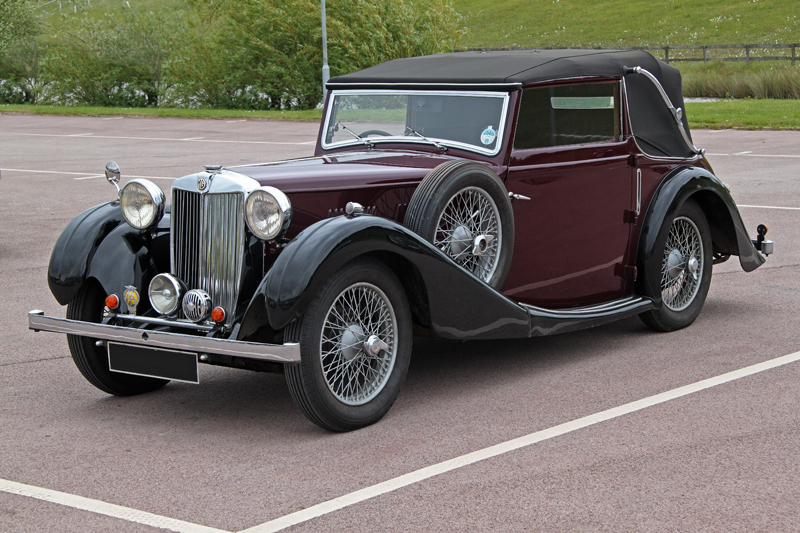
MG VA Tickford Drophead Coupé von Salmons & Sons (1936)

Das Unternehmen wurde 1820 in Newport Pagnell als Salmons & Sons von Joseph Salmons gegründet. In den ersten 80 Jahren seines Bestehens produzierte Salmons ausschließlich Kutschen. Ab 1898 verlagerte das Unternehmen seine Tätigkeit auf die Herstellung von Automobilkarosserien.
Schon vor dem Ersten Weltkrieg wurde es zu einem Spezialisten für sogenannte All-Weather-Aufbauten. Dabei handelte es sich um Fahrzeuge mit Faltverdeck, die im geschlossenen Zustand einen erhöhten Wetterschutz boten. Im Gegensatz zu den seinerzeit üblichen Tourern oder Phaetons war das Verdeck dicker gefüttert, und die All-Weather-Aufbauten hatten seitliche Fenster aus Glas, die zwecks Öffnung des Fahrzeugs in den Türen versenkt oder entfernt und anderweitig in speziellen Vorrichtungen in den Fahrzeugen untergebracht werden konnten. All-Weathers galten als komplexe Konstruktionen. Sie waren deutlich teurer als Tourer, Phaetons oder Roadster.
Nach dem Ersten Weltkrieg entwickelte Salmons einen Mechanismus, der das bislang sehr aufwändige Öffnen des Verdecks vereinfachte. Durch ein mit einer Handkurbel gesteuertes System von Ketten und Zahnrädern ließ sich das Verdeck nunmehr leichter auf- und zuklappen. Salmons nannte dieses System Tickford und bezeichnete die damit ausgestatteten Autos als All-Weather Saloon. 1925 wurde das System vorgestellt, und ab 1926 konstruierte Salmons derartige Aufbauten für Chassis beliebiger Herkunft. Eine preiswertere Ausführung waren sogenannte Sunshine Saloons, bei denen die seitlichen Fenster, die Türrahmen und die Dachholme fest mit der Karosserie verbunden waren und lediglich das obere Dachteil über dem Fahrgastraum zurückgeklappt oder herunterrollt werden konnte. Diese Konstruktion entspricht nach heutigem Verständnis der Cabriolimousine. Salmons bot Sunshine Saloons ab 1928 an.
Tickford-Modelle waren ab 1926 bis etwa 1936 sehr populär. In den 1920er-Jahren produzierte Salmons Fahrzeuge individuell auf Kundenwunsch („bespoke“). Infolge wirtschaftlicher Schwierigkeiten Ende der 1920er-Jahre ging Salmons ab 1929 daneben auch Verbindungen zu britischen Automobilherstellern ein, für die es standardisierte Aufbauten fertigte („contractor work“). Diese Aufbauten wurden vielfach in die offiziellen Werkskataloge der Hersteller aufgenommen. Salmons produzierte in dieser Zeit Sunshine Saloons für Armstrong-Siddeley, MG Rover, Talbot, Vauxhall und Wolseley. 1940 lief ein letzter Vertrag mit Rover aus. Während des Zweiten Weltkriegs fertigte Salmons keine Karosserien.

### Tickford

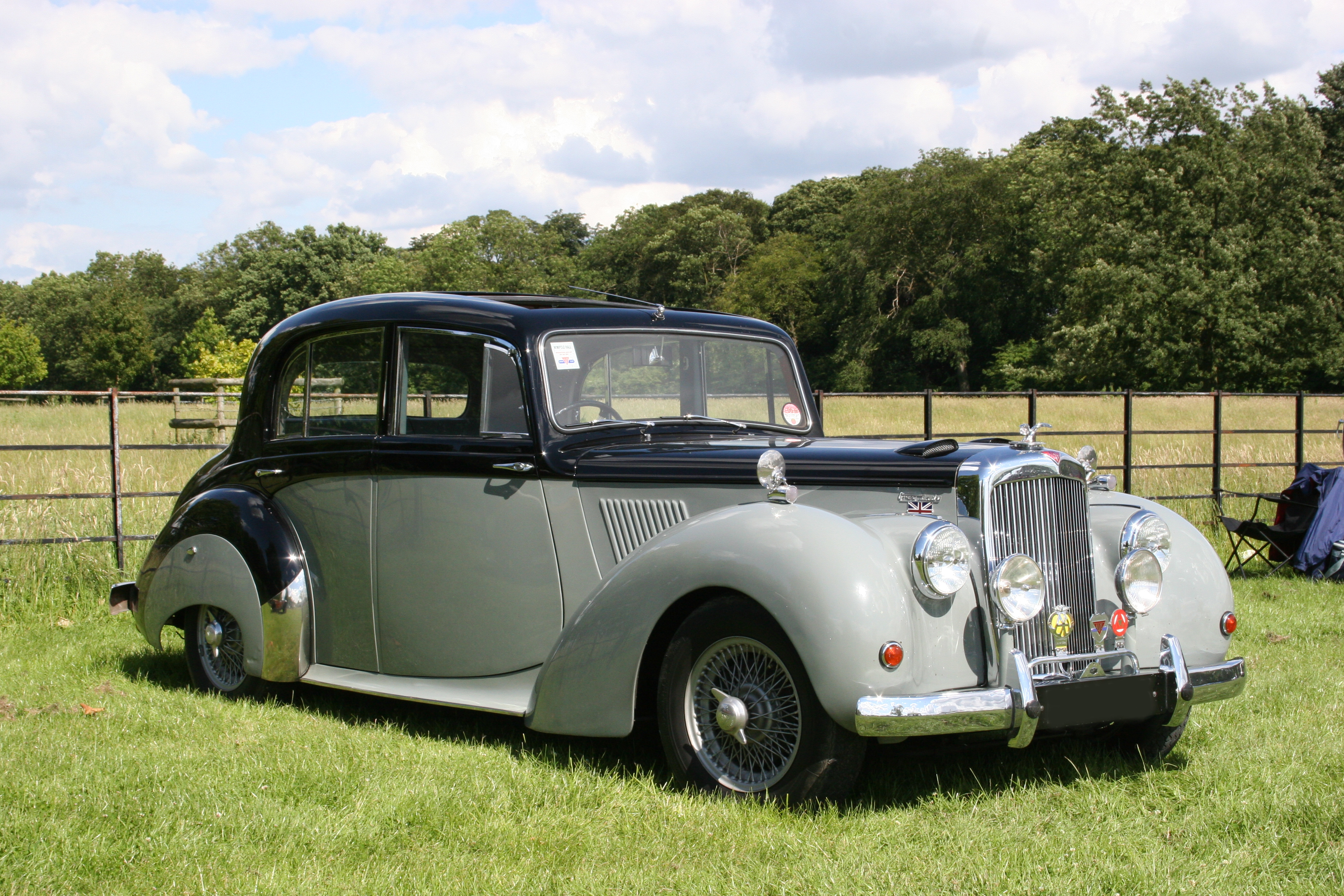
Tickford-Karosserie: Alvis Grey Lady

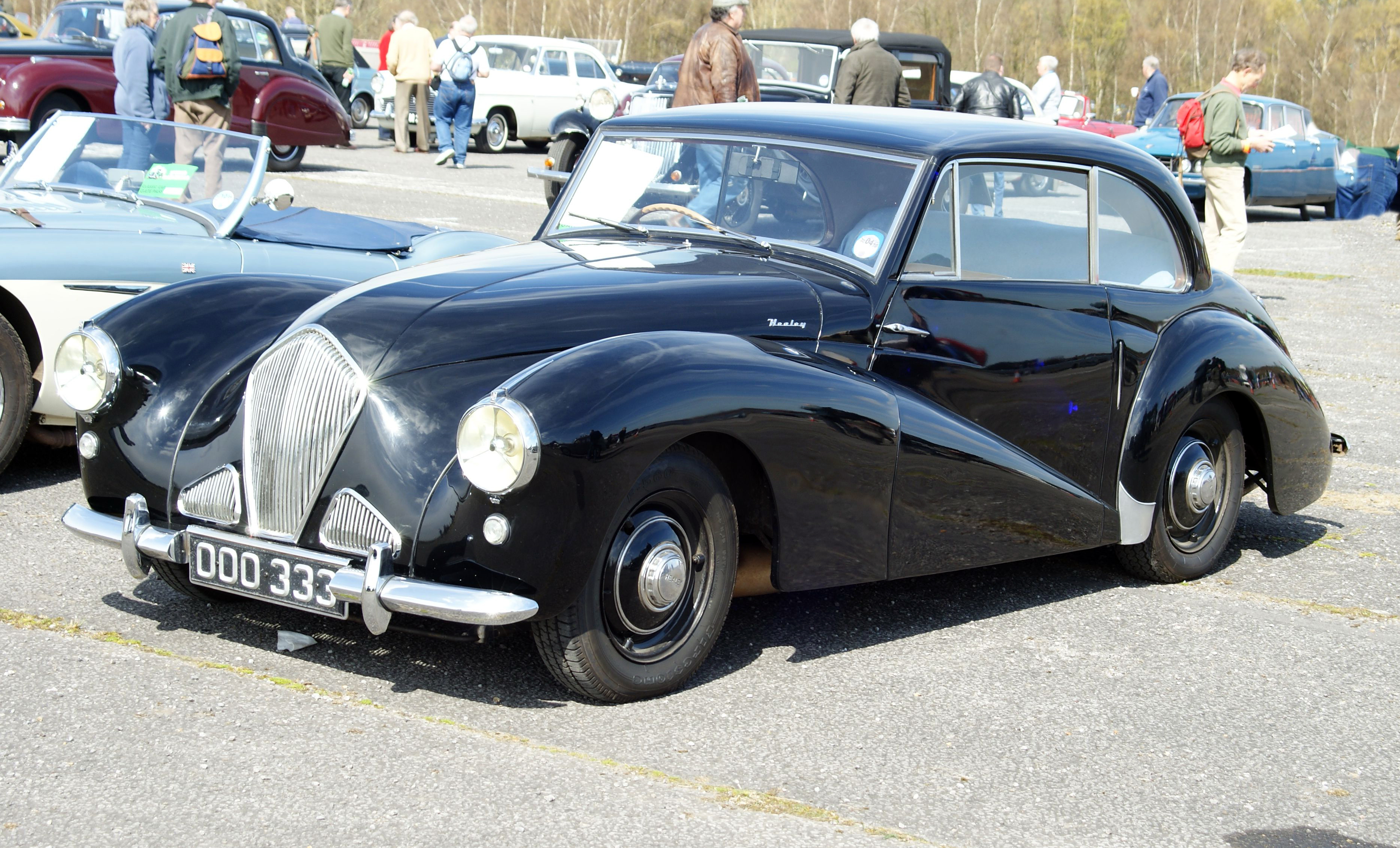
Healey Tickford Saloon

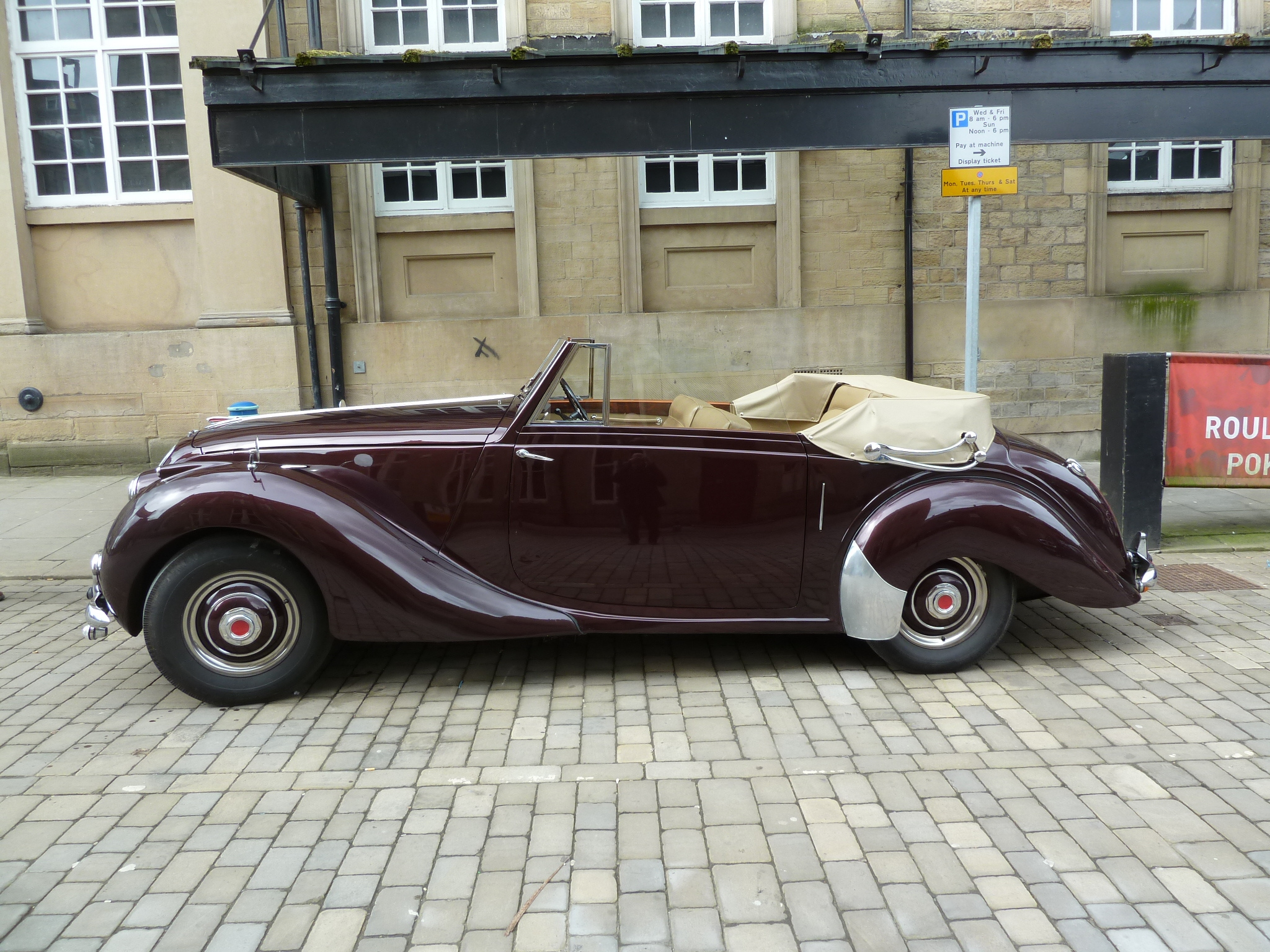
Lagonda 2.6 Litre Drophead Saloon

1942 wurde Salmons, das bis dahin ein Familienbetrieb gewesen war, von dem britischen Industriellen Ian Irvine Boswell übernommen. Boswell firmierte das Unternehmen in Tickford Ltd. um. Nach dem Ende des Krieges baute Tickford im Auftrag der britischen Regierung Militärfahrzeuge in zivil nutzbare Automobile um. Parallel dazu setzte das Unternehmen die Fertigung individueller Aufbauten für Kundenchassis fort, ging aber auch weiter Verträge mit Herstellern über standardisierte Sonderaufbauten ein. So fertigte Tickford eine Reihe von Cabriolets für den Daimler DB 18 und den Alvis TA 14. Diese Konstruktionen waren allerdings nicht mehr mit dem Tickford-Mechanismus ausgestattet. Außerdem entstanden Kombiwagen im Woodie-Stil für Chassis von Humber.
Von 1950 bis 1954 bestand eine enge vertragliche Verbindung zwischen Tickford und Donald Healey. Für dessen Automobilbauunternehmen Donald Healey Motor Company fertigte Tickford die Karosserieaufbauten für das Modell Healey 2.4 Litre Tickford Saloon. Das in Newport Pagnell eingekleidete Modell löste die stilistisch recht ähnlichen, seit 1945 bzw. 1946 gebauten Limousinenausführungen 2.4 Litre Elliott und Duncan ab. Parallel zu Tickford übernahm Abbott of Farnham den Aufbau der Cabrioversion. Vom Tickford Saloon entstanden je nach Quelle 225 bis 400 Exemplare. Tickford baute auch den Prototyp des Austin-Healey 100, der später bei Jensen in Serie hergestellt wurde.
1948 erhielt Tickford einen ersten Auftrag von David Brown, einem britischen Unternehmen, das kurz zuvor die Sportwagenhersteller Aston Martin und Lagonda übernommen hatte. Tickford produzierte für Brown zunächst einzelne der von Frank Feeley entworfenen Standardkarosserien für den Lagonda 2.6 Litre. Ab 1952 entstanden schließlich alle Lagonda-Karosserien bei Tickford; das galt auch für den 1954 eingeführten 3 Litre. Zur gleichen Zeit baute Tickford als Subunternehmer für Abbott of Farnham etwa 40 Exemplare des Bristol 405 Drophead Coupé.
Zu Beginn der 1950er-Jahre veränderte sich die Landschaft der britischen Automobil- und Karosserieindustrie. Grund dafür war der Umstand, dass der US-amerikanische Ford-Konzern, um seinem Konkurrenten Chrysler zuvorzukommen, 1953 den in Dagenham ansässigen, bislang selbständigen Karosseriehersteller Briggs Motor Bodies übernommen hatte und Briggs daraufhin exklusiv an Ford gebunden war. Das löste eine Kettenreaktion aus. Die mit Ford konkurrierende, Austin und Morris umfassende British Motor Corporation übernahm daraufhin den Karosseriehersteller Fisher & Ludlow, der bislang viele Aufbauten für Standard gefertigt hatte, woraufhin Standard das Unternehmen Mulliners of Birmingham an sich band. Da Daimler zur gleichen Zeit Carbodies übernommen hatte, war für kleine Automobilhersteller wie Alvis, Aston Martin oder Lagonda die Versorgung mit Karosserien zunehmend gefährdet. Vor diesem Hintergrund kaufte David Brown im Dezember 1954 das Tickford-Werk.
Ein Jahr später verlegte Aston Martin die Automobilherstellung aus dem Londoner Stadtteil Feltham in die Tickford-Anlagen nach Newport Pagnell in Buckinghamshire. Dort blieb die Produktion bis 2007; seitdem fertigt Aston Martin in Gaydon in Warwickshire. Nach dem Umzug nach Gaydon wurden die alten Werksanlagen in Newport Pagnell weitgehend abgerissen.
Mit der Übernahme durch Aston Martin wurde der Name Tickford über zwei Jahrzehnte nicht mehr genutzt.

## Eigenständige Nachfolgeunternehmen

### Aston Martin Tickford
1981 belebte Aston Martin den Markennamen Tickford neu. Mit Aston Martin Tickford wurde ein neues Unternehmen gegründet, das keine rechtliche Beziehung zu dem früheren Karosseriehersteller hatte. Aston Martin Tickford gehörte zu CH Industrials plc. und war von Aston Martin räumlich getrennt in Milton Keynes und Bedworth ansässig. Das Unternehmen bot exklusive Kleinserien auf der Basis zeitgenössischer Volumenmodelle an, führte aber auch individuelle Arbeiten für Aston Martin selbst aus. 

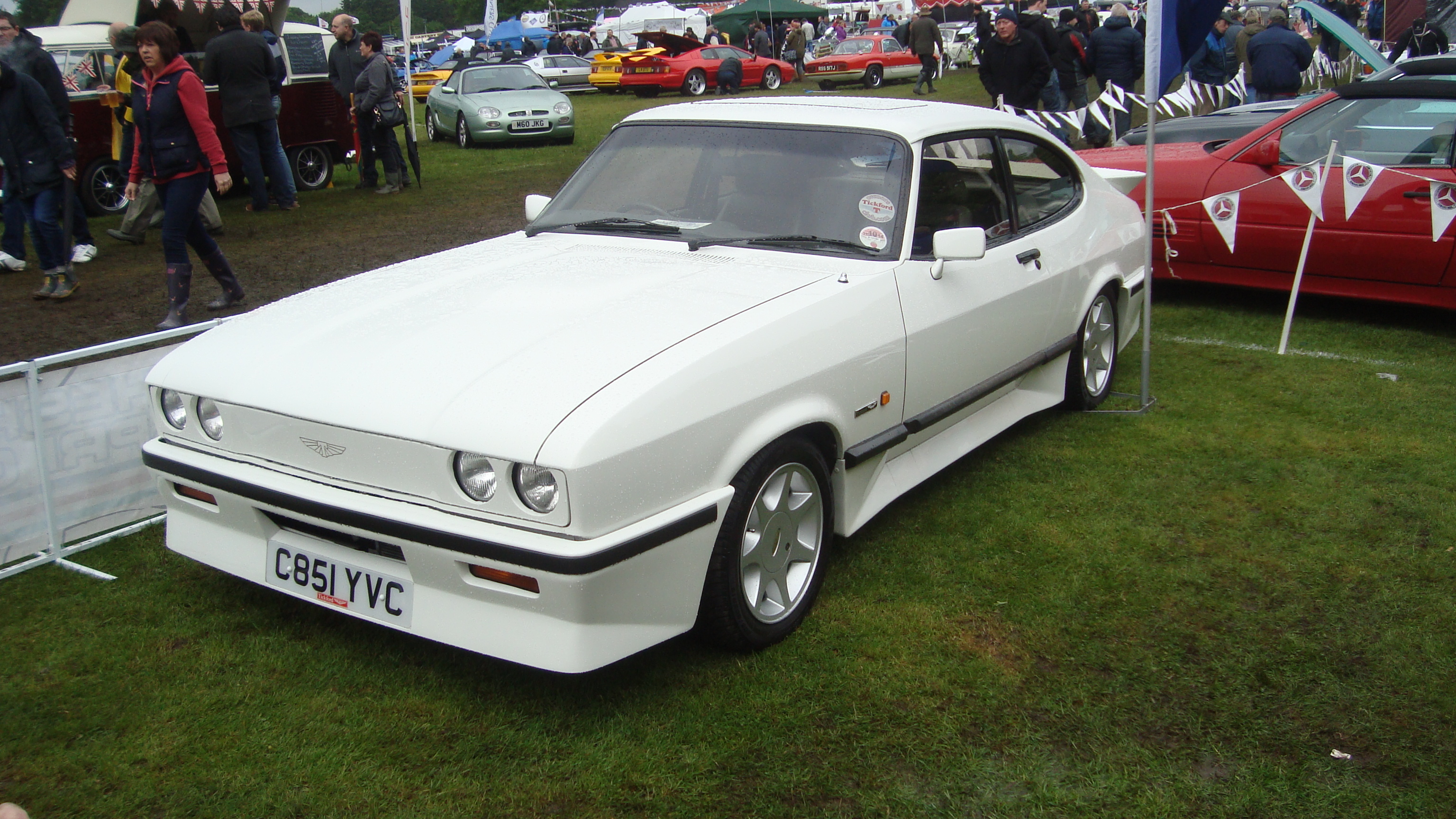
Tickford Capri (1986)

Als Kleinserienprodukte produzierte Aston Martin Tickford
- den Tickford Capri auf Basis des Ford Capri mit Turbomotor, Karosserieanbauteilen und aufgewertetem Interieur; je nach Quelle entstanden 85 oder 100 Exemplare.[8][9]
- der Tickford Metro auf Basis des Austin Metro mit Karosserieanbauteilen und veränderter, hochwertiger Innenausstattung,[9][10]
- das Tickford Carbodies Taxi als verlängerte Version des Austin FX4 mit großzügigerem Platzangebot im Fahrgastraum und luxuriöserer Ausstattung.[9]

Ab 1984 baute Aston Martin Tickford außerdem auf Kundenwunsch besonders luxuriös ausgestattete Ausführungen der keilförmigen Aston Martin Lagonda. Zum Lieferumfang gehörten Front- und Seitenschürzen, die zumeist in Wagenfarbe lackiert waren, sowie zwei separat zu bedienende Fernseher. Einige Exemplare hatten auch einen verlängerten Radstand. Der Tickford Lagonda kostete 85.000 £. Fünf Stück wurden verkauft.

### Technologieunternehmen
1990 geriet CH Industrials in die Insolvenz. Das Management vollzog ein Management-Buy-out und führte Tickford in der Folgezeit eigenständig weiter. 1991 ging Tickford ein Joint-Venture mit Ford Australia ein und wurde über Tickford Vehicle Engineering bzw. Ford Tickford Experience (FTE) auf dem dortigen Markt zu einer Hochleistungsmarke Fords. 2001 übernahm Prodrive das Unternehmen und firmierte es in Ford Performance Vehicles um. 2013 wurden Teile des Unternehmens an Intertek verkauft. Seitdem gibt es Versuche, den Namen Tickford in Großbritannien und Asien wieder zu etablieren.